# فهرست شهرهای استرالیا

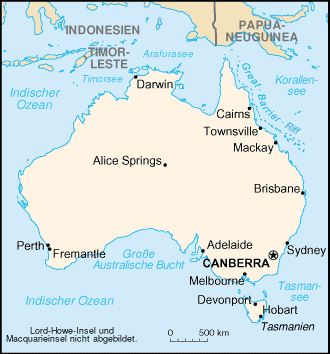
نمایی از نقشهٔ کشور استرالیا - ۲۰۰۶

کشور استرالیا از شش ایالت به همراه دو منطقه مستقل (با درجه استقلال کمتر از ایالت) تشکیل شده‌است. شهرهای بزرگ استرالیا به ترتیب جمعیت عبارتند از: سیدنی، ملبورن، بریزبِن، پرث و آدلاید.
| رتبه | نام                    | سرشماری ۱۹۹۱ | سرشماری ۱۹۹۶ | سرشماری ۲۰۰۱ | سرشماری ۲۰۰۶ | ایالت                  |
| ---- | ---------------------- | ------------ | ------------ | ------------ | ------------ | ---------------------- |
| ۱.   | سیدنی                  | ۳٫۰۹۷٫۹۵۶    | ۳٫۲۷۶٫۲۰۷    | ۳٫۵۰۲٫۳۰۱    | ۳٫۶۴۱٫۴۲۲    | نیو ساوت ولز           |
| ۲.   | ملبورن                 | ۲٫۷۶۱٫۹۹۵    | ۲٫۸۶۵٫۳۲۹    | ۳٫۱۶۰٫۱۷۱    | ۳٫۳۷۱٫۸۸۸    | ویکتوریا               |
| ۳.   | بریزبن                 | ۱٫۱۴۵٫۵۳۷    | ۱٫۲۹۱٫۱۱۷    | ۱٫۵۰۸٫۱۶۱    | ۱٫۶۷۶٫۳۸۹    | کوئینزلند              |
| ۴.   | پرت                    | ۱٫۰۱۸٫۷۰۲    | ۱٫۰۹۶٫۸۲۹    | ۱٫۱۷۶٫۵۴۲    | ۱٫۲۵۶٫۰۳۵    | استرالیای غربی         |
| ۵.   | آدلاید                 | ۹۵۷٫۴۸۰      | ۹۷۸٫۱۰۰      | ۱٫۰۰۲٫۱۲۷    | ۱٫۰۴۰٫۷۱۹    | استرالیای جنوبی        |
| ۶.   | گلد کوست               | ۲۵۶٫۲۷۵      | ۳۱۱٫۹۳۲      | ۴۲۱٫۵۵۷      | ۴۵۴٫۴۳۶      | کوئینزلند              |
| ۷.   | کانبرا                 | ۲۷۶٫۱۶۲      | ۲۹۹٫۲۴۳      | ۳۱۱٫۹۴۷      | ۳۵۶٫۱۲۰      | قلمرو پایتختی استرالیا |
| ۸.   | نیوکاسل                | ۲۶۲٫۳۳۱      | ۲۷۰٫۳۲۴      | ۲۷۹٫۹۷۵      | ۲۸۸٫۷۳۲      | نیو ساوت ولز           |
| ۹.   | گاسفورد                | ۱۹۷٫۱۲۸      | ۲۲۷٫۶۵۷      | ۲۵۵٫۴۲۹      | ۲۸۲٫۷۲۶      | نیو ساوت ولز           |
| ۱۰.  | ولونگونگ               | ۲۱۱٫۴۱۷      | ۲۱۹٫۷۶۱      | ۲۲۸٫۸۴۶      | ۲۳۴٫۴۸۲      | نیو ساوت ولز           |
| ۱۱.  | کالوندرا               | ۱۲۶٫۱۴۲      | ۱۷۴٫۰۸۸      | ۱۶۹٫۹۳۱      | ۱۸۴٫۶۶۲      | کوئینزلند              |
| ۱۲.  | جیلان                  | ۱۲۶٫۳۰۶      | ۱۲۵٫۳۸۲      | ۱۳۰٫۱۹۴      | ۱۳۷٫۲        | ویکتوریا               |
| ۱۳.  | تانزویل                | ۱۰۱٫۳۹۸      | ۱۰۹٫۹۱۴      | ۱۲۶٫۶۱۸      | ۱۲۸٫۸۰۸      | کوئینزلند              |
| ۱۴.  | هوبارت                 | ۱۲۷٫۱۳۴      | ۱۲۶٫۱۱۸      | ۱۲۶٫۰۴۸      | ۱۲۸٫۵۵۷      | تاسمانی                |
| ۱۵.  | کنز                    | ۶۴٫۴۶۳       | ۹۲٫۲۷۳       | ۹۸٫۹۸۱       | ۹۸٫۳۴۹       | کوئینزلند              |
| ۱۶.  | توومبا                 | ۷۵٫۹۹۰       | ۸۳٫۳۵۰       | ۸۹٫۳۳۸       | ۹۵٫۲۶۵       | کوئینزلند              |
| ۱۷.  | بلرات                  | ۶۴٫۹۸۰       | ۶۴٫۸۳۱       | ۷۲٫۹۹۹       | ۷۸٫۲۲۱       | ویکتوریا               |
| ۱۸.  | بندیگو                 | ۵۷٫۴۲۷       | ۵۹٫۹۳۶       | ۶۸٫۷۱۵       | ۷۶٫۰۵۱       | ویکتوریا               |
| ۱۹.  | آلبری                  | ۶۳٫۶۱۴       | ۶۷٫۳۱۶       | ۶۹٫۸۸۰       | ۷۳٫۴۹۷       | نیو ساوت ولز           |
| ۲۰.  | لانکستون               | ۶۶٫۷۴۷       | ۶۷٫۷۰۱       | ۶۸٫۴۴۳       | ۷۱٫۳۹۵       | تاسمانی                |
| ۲۱.  | مندورا                 | ۲۳٫۳۴۳       | ۳۵٫۹۴۵       | ۴۶٫۶۹۷       | ۶۷٫۸۱۳       | استرالیای غربی         |
| ۲۲.  | راکینگهام              | ۳۶٫۷۰۰       | ۴۹٫۹۱۷       | ۶۰٫۷۶۷       | ۶۷٫۵۲۰       | استرالیای غربی         |
| ۲۳.  | مکای                   | ۴۰٫۲۵۰       | ۴۴٫۸۸۰       | ۵۷٫۶۴۹       | ۶۶٫۸۷۴       | کوئینزلند              |
| ۲۴.  | داروین                 | ۶۷٫۹۴۶       | ۷۰٫۲۵۱       | ۷۱٫۳۴۷       | ۶۶٫۲۹۱       | قلمرو شمالی            |
| ۲۵.  | مایتلند                | ۴۵٫۲۰۹       | ۵۰٫۱۰۸       | ۵۳٫۴۷۰       | ۶۱٫۴۳۱       | نیو ساوت ولز           |
| ۲۶.  | راکهمپتون              | ۵۵٫۷۶۸       | ۵۷٫۷۷۰       | ۵۹٫۴۷۵       | ۶۰٫۸۲۷       | کوئینزلند              |
| ۲۷.  | بانبری                 | ۲۴٫۰۰۳       | ۲۴٫۹۴۵       | ۴۵٫۲۹۹       | ۵۴٫۴۸۲       | استرالیای غربی         |
| ۲۸.  | بوندابرگ               | ۳۸٫۰۷۴       | ۴۱٫۰۲۵       | ۴۴٫۵۵۶       | ۴۶٫۹۶۱       | کوئینزلند              |
| ۲۹.  | واگا واگا              | ۴۰٫۸۷۵       | ۴۲٫۸۴۸       | ۴۴٫۴۵۱       | ۴۶٫۷۳۵       | نیو ساوت ولز           |
| ۳۰.  | هاروی بی               | ۲۲٫۲۰۵       | ۳۲٫۰۵۴       | ۳۶٫۱۰۹       | ۴۱٫۲۲۵       | کوئینزلند              |
| ۳۱.  | پورت مکوایر            | ۲۶٫۷۹۸       | ۳۳٫۷۰۹       | ۳۷٫۹۸۲       | ۳۹٫۲۱۹       | نیو ساوت ولز           |
| ۳۲.  | شپارتون                | ۳۰٫۵۱۱       | ۳۱٫۹۴۵       | ۳۵٫۸۲۸       | ۳۸٫۷۷۳       | ویکتوریا               |
| ۳۳.  | ملتون                  | ۲۹٫۳۷۵       | ۳۰٫۳۰۴       | ۳۲٫۰۷۱       | ۳۵٫۴۹۰       | ویکتوریا               |
| ۳۴.  | تامورت                 | ۳۱٫۷۱۶       | ۳۱٫۸۶۵       | ۳۲٫۵۴۳       | ۳۳٫۴۷۵       | نیو ساوت ولز           |
| ۳۵.  | اورنج، نیو ساوت ولز    | ۲۹٫۶۳۵       | ۳۰٫۷۰۵       | ۳۱٫۹۷۰       | ۳۱٫۵۴۴       | نیو ساوت ولز           |
| ۳۶.  | دابو                   | ۲۸٫۰۶۴       | ۳۰٫۱۰۲       | ۳۰٫۹۳۷       | ۳۰٫۵۷۴       | نیو ساوت ولز           |
| ۳۷.  | میلدورا                | ۲۳٫۱۷۶       | ۲۴٫۱۴۲       | ۲۸٫۰۶۲       | ۳۰٫۰۱۶       | ویکتوریا               |
| ۳۸.  | سانبری                 | ۱۸٫۵۳۳       | ۲۲٫۱۲۶       | ۲۵٫۱۵۶       | ۲۹٫۵۶۶       | ویکتوریا               |
| ۳۹.  | بثرست، نیو ساوت ولز    | ۲۴٫۶۸۲       | ۲۶٫۰۲۹       | ۲۷٫۰۳۶       | ۲۸٫۹۹۲       | نیو ساوت ولز           |
| ۴۰.  | گلدستون، استرالیا      | ۲۳٫۴۶۲       | ۲۶٫۴۱۵       | ۲۶٫۶۲۵       | ۲۸٫۸۰۸       | کوئینزلند              |
| ۴۱.  | کالگورلی               | ۲۵٫۰۱۶       | ۲۸٫۰۸۷       | ۲۸٫۲۸۱       | ۲۸٫۲۴۲       | استرالیای غربی         |
| ۴۲.  | وارنامبول              | ۲۳٫۹۴۶       | ۲۶٫۰۵۲       | ۲۶٫۸۴۳       | ۲۸٫۱۵۰       | ویکتوریا               |
| ۴۳.  | نورا-بومادری           | ۲۱٫۹۴۲       | ۲۳٫۸۲۳       | ۲۴٫۷۶۵       | ۲۷٫۴۷۸       | نیو ساوت ولز           |
| ۴۴.  | جرالدتون               | ۲۴٫۳۶۱       | ۲۵٫۲۴۳       | ۲۵٫۴۳۶       | ۲۷٫۴۲۰       | استرالیای غربی         |
| ۴۵.  | لیسمور، استرالیا       | ۲۷٫۲۴۶       | ۲۸٫۲۳۰       | ۲۷٫۳۵۸       | ۲۷٫۰۶۹       | نیو ساوت ولز           |
| ۴۶.  | کافس هاربر             | ۲۰٫۳۲۶       | ۲۲٫۱۷۷       | ۲۶٫۰۸۳       | ۲۶٫۳۵۳       | نیو ساوت ولز           |
| ۴۷.  | آلبانی، استرالیای غربی | ۱۸٫۸۲۶       | ۲۰٫۴۹۳       | ۲۲٫۴۱۵       | ۲۵٫۱۹۶       | استرالیای غربی         |
| ۴۸.  | ریچموند                | ۲۲٫۸۰۰       | ۲۱٫۳۱۷       | ۲۵٫۸۸۹       | ۲۵٫۰۱۱       | نیو ساوت ولز           |
| ۴۹.  | پالمرستون              | ۷٫۸۰۴        | ۱۲٫۲۳۳       | ۲۰٫۵۷۰       | ۲۳٫۶۱۴       | قلمرو شمالی            |
| ۵۰.  | ماونت گامبیر           | ۲۱٫۱۵۳       | ۲۲٫۰۳۷       | ۲۲٫۷۵۱       | ۲۳٫۴۹۴       | استرالیای جنوبی        |
| ۵۱.  | دوونپورت               | ۲۲٫۶۶۰       | ۲۲٫۲۹۹       | ۲۱٫۵۷۵       | ۲۲٫۳۱۵       | تاسمانی                |
| ۵۲.  | ترارالگون              | ۱۹٫۶۹۹       | ۱۹٫۶۱۴       | ۱۸٫۹۹۳       | ۲۱٫۹۶۰       | ویکتوریا               |
| ۵۳.  | آلیس اسپرینگز          | ۲۰٫۴۴۸       | ۲۲٫۴۸۸       | ۲۴٫۶۴۰       | ۲۱٫۶۲۲       | قلمرو شمالی            |
| ۵۴.  | ماریبورو               | ۲۰٫۷۹۰       | ۲۱٫۲۸۶       | ۲۱٫۱۹۱       | ۲۱٫۵۰۱       | کوئینزلند              |
| ۵۵.  | وایالا                 | ۲۵٫۷۳۹       | ۲۳٫۳۸۲       | ۲۱٫۲۷۱       | ۲۱٫۱۲۲       | استرالیای جنوبی        |
| ۵۶.  | گولبرن                 | ۲۱٫۴۵۱       | ۲۱٫۲۹۳       | ۲۰٫۸۸۴       | ۲۰٫۱۲۷       | نیو ساوت ولز           |
| ۵۷.  | گاولر                  | ۲۰٫۳۷۱       | ۱۶٫۸۳۷       | ۱۵٫۴۸۴       | ۲۰٫۰۰۶       | استرالیای جنوبی        |

## شهرهای ایالتنیو ساوت ولز[۲]
- سیدنی مرکز ایالت و بزرگترین شهر استرالیا.
- آلبوری Albury
- آرمیدال Armidale
- بثرست Bathurst
- بلومانتین Blue Mountains
- بروکن هیل Broken Hill
- کمپل تاون Campbelltown
- سسنوک Cessnock
- کافس هاربر Coffs Harbour
- دوبو Dubbo
- گولبرن Goulburn
- گرافتون Grafton
- گریفیت Griffith
- لیتگو Lithgow
- لیسمور Lismore
- لیورپول Liverpool
- میتلند Maitland
- نیوکاسل Newcastle
- اورنج Orange
- پاراماتا Parramatta
- پنریت Penrith
- کوئین بیان Queanbeyan
- تامورت Tamworth
- واگا واگا Wagga Wagga
- ولونگونگ Wollongong

## شهرهایسرزمین شمالی
- داروین Darwin مرکز ایالت.
- پالمرستون Palmerston
- آلیس اسپرینگز

## شهرهایکوئینزلند
- بریزبن Brisbane مرکز ایالت
- تانزویل Townsville موسوم به پایتخت کوئینزلند شمالی
- بوندابرگ Bundaberg
- کَنز Cairns
- کالوندرا Caloundra
- چارترز تاورز Charters Towers
- اراکالا Erakala
- گِلَدستون Gladstone
- گلد کست Gold Coast
- هاروی بی Hervey Bay
- ایپسویچ Ipswich
- لوگان سیتی Logan City
- مکای Mackay
- ماری بورو Maryborough
- مانت ایسا Mount Isa
- ردکلیف Redcliffe
- راکهمپتن Rockhampton
- توومبا Toowoomba

## شهرهایاسترالیای جنوبی
- آدلاید Adelaide مرکز ایالت
- ماونت گامبیر Mount Gambier
- مورای بریج Murray Bridge
- پورت آگوستا Port Augusta
- پورت پیری Port Pirie
- پورت لینکلن Port Lincoln
- ویکتور هاربور Victor Harbor
- وایالا Whyalla

## شهرهایتاسمانی
- هوبارت Hobart مرکز ایالت
- برنی Burnie
- دوونپورت Devonport
- لاونسستون Launceston

## شهرهایایالت ویکتوریا
- ملبورن Melbourne مرکز ایالت
- آرارات Ararat
- بنالا Benalla
- بالارات (ویکتوریا) Ballarat
- بندیگو (ویکتوریا) Bendigo
- گیلونگ (ویکتوریا) Geelong
- همیلتون (ویکتوریا) Hamilton
- هورشام Horsham
- موئه Moe
- مورول Morwell
- میلدورا Mildura
- سیل (ویکتوریا) Sale
- شپرتون Shepparton
- سوان هیل Swan Hill
- ترارالگون Traralgon
- وانگاراتا Wangaratta
- وارنامبول Warrnambool
- وودونگا Wodonga

## شهرهایاسترالیای غربی
- پرت Perth مرکز ایالت
- آلبانی Albany
- بانبری Bunbury
- جرالدتون Geraldton
- فرمانتل Fremantle
- کالگوری Kalgoorlie
- ماندورا Mandurah

## شهرهایسرزمین پایتخت استرالیا
- کانبرا پایتخت استرالیا.